# Arde Madrid
Arde Madrid é uma minissérie de comédia dramática espanhola criada por Paco León e Anna R. Costa, que estreou em 8 de novembro de 2018, na Movistar+. León também dirigiu todos os episódios da série e a estrelou, ao lado de Debi Mazar, Inma Cuesta e Anna Castillo. A série conta a história do período que a atriz estadunidense Ava Gardner passou na Espanha Franquista.
Em 14 de novembro de 2018, a Movistar+ renovou a série para uma segunda temporada, mas em 3 de maio de 2019, os criadores anunciaram sua decisão de não continuar a série. A série estreou em 5 de maio de 2020 nos EUA e Canadá na MHz Choice, uma subsidiária da MHz Networks.

## Enredo
A vida de Ava Gardner em Madrid na década de 1960 é contada do ponto de vista da sua empregada e do seu motorista, ambos espiões do serviço secreto de Franco, que relatam o seu estilo de vida hedonista, repleto de um grupo de elite de artistas, aristocratas e expatriados.

## Elenco
Principal
- Inma Cuesta como Ana Mari, governanta de Ava Gardner[5]
- Paco León como Manolo, motorista de Ava Gardner[6]
- Debi Mazar como Ava Gardner
- Anna Castillo como Pilar
- Julián Villagrán como Floren, irmão da Ana Mari que tem esquizofrenia.[7]
- Ken Appledorn como Bill Gallagher, secretario de Ava Gardner
- Osmar Nuñez como Juan Perón
- Fabiana García Lago como Isabel Perón

Outros e participações especiais
- Miren Ibarguren como Lucero[6]
- Moreno Borja como Vargas[8]
- Manuel Manquiña como Joyero[6]
- María Hervás[9]
- Carmen Machi, como Oficial franquista[10][11]
- Fanny Gautier como Aline Griffith, Condessa de Romanones[6]
- Fernando Andina como Luis de Figueroa (Luis Quintanilla)[6]
- Craig Stevenson como Samuel Bronston[6]
- Melody como Carmen Sevilla[6]
- Mariola Fuentes como Lola Flores[6]
- Eugenia Martínez de Irujo como a Duquesa de Alba[12]
- Pol Vaquero como Antonio González[13]
- María Ordóñez como Lucía Bosé[14]
- Helena Dueñas como Rosario, empregada trabalhando no apartamento do Perón[6]
- Carmina Barrios como Virginia García Moreno, "a Sansona do século 20"[6]
- Silvia Tortosa[6]
- Elena Furiase como babá da família Flores[6]
- Cristina Alarcón como Carmen Cervera[15]
- Rebeca Lutu como Marisol[16]
- Raquel Infante como Marujita Díaz[16]
- Michel Ruben como Frank Sinatra (somente voz)[6]